# Bryantiella glutinosa
Bryantiella glutinosa är en blågullsväxtart som först beskrevs av Rodolfo Amando Philippi, och fick sitt nu gällande namn av J. M Porter. Bryantiella glutinosa ingår i släktet Bryantiella och familjen blågullsväxter. Inga underarter finns listade i Catalogue of Life.